# Uniune lingvistică
În lingvistică, termenul tradițional uniune lingvistică denumește un grup de limbi neînrudite sau marginal înrudite, dar apropiate geografic, care au unele trăsături convergente, în primul rând structurale. Ca să fie vorba de o uniune lingvistică, aceste trăsături nu trebuie să fie nici universalii lingvistice, nici datorate înrudirii, nici întâmplătoare, ci să rezulte din împrumuturi de la una la alta în urma unui contact lingvistic și cultural îndelungat și intens.
Termenul românesc este un calc al termenului german Sprachbund, folosit uneori și în alte limbi decât germana. După Bidu-Vrănceanu 1997, „uniune lingvistică” a fost folosit în lingvistica românească în sintagma „uniune lingvistică balcanică”, mai ales în deceniile 5-6 ale secolului al XX-lea, dar această denumire fiind susceptibilă de a dezvolta anumite conotații politice, cercetătorii au înlocuit-o cu termenul mai neutru utilizat de lingvistul danez Kristian Sandfeld, „lingvistică balcanică”. În limba engleză se folosește cel mai adesea termenul linguistic area, iar în franceză aire linguistique „arie lingvistică”, deși acesta are inițial sensul de teritoriu geografic propriu unui fapt sau unui grup de fapte de limbă date, unui dialect, unei limbi. Alți termeni englezești folosiți sunt linguistic league „ligă lingvistică”, diffusion area „arie de difuzie”, adstratum relationship „relație adstratică” și convergence area „arie de convergență”.
Ideea uniunii lingvistice a apărut în lucrări ale lingvistului polonez Jan Baudouin de Courtenay (1845–1929), fiind dezvoltată de lingvistul rus Nikolai Trubețkoi (1890–1938), de la care provine denumirea, mai întâi rusească (языковoй союз iazîkovoi soiuz „uniune lingvistică”), apoi tradusă de el în germană (Sprachbund).

## Dificultăți în stabilirea calității de uniune lingvistică
Una din dificultăți este distingerea trăsăturilor comune care sunt universalii lingvistice, cele care sunt datorate înrudirii și cele întâmplătoare, de cele rezultate din contactul lingvistic, singurele care contează în definirea unei unități lingvistice. Într-o perioadă din trecut în care lingviștii nu erau conștienți de faptul că nu numai cuvinte se împrumută de la o limbă la alta, ci și trăsături gramaticale și de altă natură, au fost considerate limbi înrudite unele care nu sunt. Astfel, se considera că limbile thailandeză și chineză sunt înrudite, din cauza unor trăsături comune: sistemul tonurilor, lipsa flexiunii, cuvinte și morfeme monosilabice etc. Ulterior s-a ajuns la concluzia că cele două limbi fac parte din familii diferite (thailandeza din familia thai-kadai, iar chineza din familia limbilor sino-tibetane), și că thailandeza a împrumutat aceste trăsături din chineză, cele două limbi făcând parte dintr-o arie numită asiatică de sud-est, împreună cu alte limbi.
Nu există unitate de vederi privitor la câte trăsături comune sunt necesare pentru a defini o unitate lingvistică. Unii lingviști acceptă mai puține, alții mai multe. Desigur, cu cât sunt mai multe, cu atât considerarea unei grupări de limbi ca uniune este mai puțin contestabilă.
Nici delimitarea teritorială a uniunilor lingvistice nu este ușoară. Extinderea teritorială a fiecărei trăsături este în general diferită. Limitele de extindere a trăsăturilor se reprezintă prin linii numite izoglose, folosite inițial în dialectologie. Acestea nu se grupează totdeauna în fascicule, de unde dificultatea stabilirii limitelor unei uniuni lingvistice. Delimitarea ei este cu atât mai precisă, cu cât sunt mai multe izoglosele care se grupează. O uniune lingvistică dintre cele mai precis delimitate este cea a limbilor amerindiene din Mesoamerica. În aceasta sunt cinci trăsături împărtășite aproape unanim de toate limbile din această arie și aproape inexistente în afara ei, dintre care patru au izoglose care se grupează la limitele ariei.
Este controversat și numărul minim de limbi care pot forma o uniune. Unii lingviști admit cel puțin trei limbi, dar alții și numai două.
Există păreri diferite și privitoare la extinderea uniunilor lingvistice. Sunt, de exemplu, autori care consideră toată Europa o arie lingvistică ce cuprinde subarii, dar alții consideră Europa cel mult o zonă de arii distincte, dintre care unele se suprapun parțial. Eifring și Theil 2005 distinge microarii, macroarii, și arii lingvistice situate între acestea. Un exemplu de macroarie ar fi toată Africa Subsahariană, una mai mică ar fi Africa Centrală, ariile de aceste dimensiuni fiind împărțite în microarii.

## Factori ai formării uniunilor lingvistice
Primul factor este geografic, anume vecinătatea limbilor.
Un factor lingvistic este eventuala existență a unui substrat comun din care limbile în cauză au preluat aceleași fapte de limbă. Este, de exemplu, cazul uniunii lingvistice balcanice, cu substratul traco-ilir.
Alți factori sunt extralingvistici, anumite condiții istorice, sociale, economice, politice și civilizaționale. În Peninsula Balcanică este vorba, printre altele, de transhumanță și de dominația Imperiului Otoman. În Asia de Sud-Est, unul din factori este răspândirea civilizației chineze în țări vecine.
Astfel de condiții au ca efect comunicarea dintre vorbitorii limbilor în cauză, care duce la contact lingvistic, la bilingvism și la multilingvism. Astfel se produc interferențe între limbi, difuzându-se de la una la alta fapte de limbă numite elemente de adstrat, care devin împrumuturi integrate în ele.

## Trăsăturile lingvistice comune
Trăsăturile comune limbilor dintr-o uniune lingvistică sunt din toate domeniile limbii: sintaxa, morfologia, sistemul fonetic, prozodia, lexicul și frazeologia, dar acestea nu sunt egal reprezentate cantitativ. De pildă, în uniunea lingvistică balcanică, cele mai multe sunt trăsăturile sintactice, în jur de 20 de construcții sintactice elementare comune. Domeniul cel mai slab reprezentat în această uniune este cel fonetic. În alte uniuni, proporția domeniilor reprezentate poate fi diferită. De exemplu, în Asia de Sud, elementele fonetice comune sunt printre cele mai numeroase.
Pe de altă parte, domeniile din care fac parte trăsăturile comune nu au aceeași importanță în stabilirea faptului dacă o grupare de limbi este sau nu o uniune lingvistică. Determinante sunt trăsăturile gramaticale, pentru că difuzarea lor este un proces complex, care necesită cel puțin un nucleu format dintr-o comunitate bilingvă sau multilingvă. Deși lexicul comun este manifestarea cea mai evidentă a influențelor lingvistice, importanța lui este mai mică, deoarece cuvintele pot călători între limbi și fără ajutorul bi- și multilingvismului. În general, limbile în cauză au un fond cultural comun de cuvinte, dar nu-și împărtășesc lexicul de bază. Astfel, în timpul Imperiului Otoman, toate limbile din Balcani aveau cuvinte comune împrumutate din turcă, limba administrației și a vieții orășenești în general, din care au și păstrat o parte.

## Exemple de uniuni lingvistice

### Uniunea lingvistică balcanică
Aceasta este cea mai demult studiată și cea mai cunoscută uniune lingvistică. Fac parte din ea limbile română, greacă, albaneză, BCMS, bulgară și macedoneană, la care unii lingviști adaugă limbile turcă, precum și dialectele romani și ladino din Balcani. Au o serie de trăsături comune, deși majoritatea nu le sunt comune tuturor, ci mai multora dintre ele. Principalele sunt:
- vocala mijlocie centrală /ə/ (ă) nu numai în poziție neaccentuată, ci și accentuată;
- cazurile genitiv și dativ cu aceeași formă;
- articol hotărât enclitic;
- timpul viitor format analitic;
- timpul perfect format analitic (corespunzător perfectului compus);
- reducerea substanțială a folosirii modului infinitiv;
- dublarea complementelor direct și indirect prin pronume personal.

### Alte unități lingvistice
Zona Mării Baltice cuprinde, în funcție de autori, un număr mai mic sau mai mare de limbi cu trăsături comune. Grupul cel mai mic este considerat a fi format din limbi balto-finice (în special estona și livoniana), indoeuropene baltice (letona, lituaniana) și germana baltică. Gruparea cea mai mare cuprinde limbile fino-samice (cele zece limbi sami, finlandeza, estoniana, livona și altele); limbi indoeuropene, printre care limbi baltice (prusaca veche, letona, lituaniana), limbi germanice (germana de sus, germana de jos, germana baltică, germana de vest, idiș de vest, daneza, suedeza, norvegiana), limbi slave (rusa, bielorusa, ucraineana, cașuba), o limbă indo-ariană (dialectele romani din zonă) și o limbă turcică (limba caraiților din Lituania, Polonia și Ucraina).
În Asia de Sud (Subcontinentul Indian) sunt grupate împreună limbi din familiile limbilor indo-ariene, dravidiene, munda și tibeto-birmane.
În Mesoamerica sunt zece familii de limbi și limbi izolate amerindiene care formează o uniune lingvistică.
Pe coasta de nord-vest a Americii de Nord se grupează într-o uniune treisprezece limbi amerindiene.
În Africa există o arie lingvistică numită etiopiană, cu limbi din familiile limbilor cușitice, semitice etiopiene, omotice, nilo-sahariene și alte limbi.
Uniunea lingvistică Volga-Kama cuprinde două limbi fino-ugrice (mari și udmurtă) și trei limbi turcice (bașchiră, tătară și ciuvașă).

## Alte fenomene areale
Unii lingviști care nu se ocupă cu grupări de limbi de tipul uniunii lingvistice sau nu consideră uniuni lingvistice unele grupuri de limbi care sunt uniuni în viziunea altora, constată totuși unele fenomene de convergență între limbi neînrudite învecinate. Un astfel de fenomen este dispariția în același timp, din limba vorbită, a perfectului simplu în limba franceză și în dialectele germane de sud.
Alte exemple de acest gen sunt, între limbile maghiară și slovacă, accentuarea pe prima silabă a cuvântului și gradul mare de coincidență a sistemului fonologic.